# The Big Show
The Big Show er en amerikansk stumfilm fra 1923 af Robert F. McGowan.

## Medvirkende
- Joe Cobb som Joe
- Jackie Condon som Jackie
- Mickey Daniels som Mickey / Douglas Fairbanks
- Jack Davis som Jack / William S. Hart
- Allen Hoskins som Farina
- Mary Kornman som Mary / Mary Pickford
- Ernie Morrison som Booker T. / Uncle Tom